# Ermitas del monte Miral

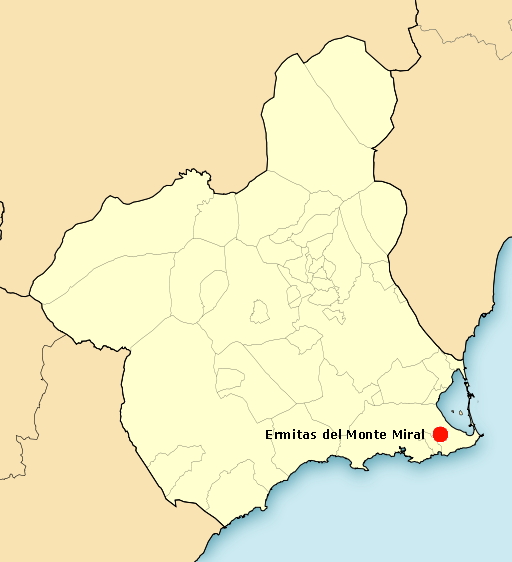
Ermitas del monte Miral.

El monte Miral, también llamado cerro, o cabezo de San Ginés, se halla cerca del mar Menor, es una elevación de roca caliza y una de las últimas estribaciones de la sierra minera de Cartagena-La Unión. 

## Ubicación
Para acceder por carretera, hay que tomar la vía rápida que une Cartagena con La Manga del Mar Menor y cabo de Palos, MU-312. Llegamos a él por la vía de acceso que se encuentra entre las salidas de El Algar y Los Belones. Sin embargo, antaño los cartageneros partían en romería desde el centro de la ciudad portuaria, de la actual plaza de San Ginés hacia el viejo camino de La Unión, N-332, bordeaban por el sur la población minera dirigiéndose luego al Estrecho de San Ginés, un pequeño pueblo situado en la falda meridional del monte, y a una vez allí rodeaban el cerro por su base en sentido contrario a las agujas del reloj.

## Historia
Se cree que el monte Miral fue elegido por anacoretas para vivir su ascetismo ya en época visigoda, antes del siglo VIII. ¿Qué fue lo que les atrajo? ¿Acaso ha sido el cerro un lugar de culto desde la prehistoria, elegido por hombres tan antiguos como los de Orce y más que los que habitaron Atapuerca según los restos hallados en cueva Victoria? ¿Puede entonces que sea su topografía y situación geográfica, próxima al mar Menor y al Mediterráneo, la que desde tiempos inmemorables ha imantado el espíritu de sus moradores o fue, siglos después, la figura de San Ginés —todavía confusa para los investigadores— la que les llevó allí y originó la formación del eremitorio? Si poco se sabe del que fue nombrado patrón de Cartagena en 1677, mucho menos del paraje en el que vivió y de quienes fueron sus vecinos durante y después de su existencia.
Sin embargo, parece claro que el culto a San Ginés es anterior a la conquista cristiana del siglo XIII. Los especialistas partidarios de dicha teoría se apoyan en un texto anónimo del siglo XV que consideran está basado en otros mucho más antiguos. Lo que ninguno duda es lo arraigado que estaba el culto a San Ginés entre la población musulmana porque así lo certifican manuscritos de los siglos entre el XVI y el XVIII. 
La falta de un estudio profundo y detallado sobre el eremitorio del monte Miral impide realizar afirmaciones categóricas pero siguiendo uno de los escasos y rigurosos trabajos que hasta ahora se han publicado, el arqueólogo Alejandro Egea en el cuaderno número 22 de la Asociación Patrimonio Siglo XXI, titulado el Monasterio y las Ermitas de San Ginés de la Jara, dice que «fue San Ginés uno de esos santuarios y centros de peregrinación que no solo eran visitados por las gentes de sus alrededores más cercanos, sino que a él acudían personas de variada condición, origen e incluso religión». 
Lo cierto es que en el paraje ha existido un importante eremitorio y prueba de ello son los restos que todavía rompen la silueta del monte y llaman nuestra atención haciéndonos elevar la vista mientras nos preguntamos qué estamos contemplando. Son las ruinas de seis de las nueve ermitas edificadas entre los siglos XV y XVIII, templos adscritos al Monasterio de San Ginés de la Jara

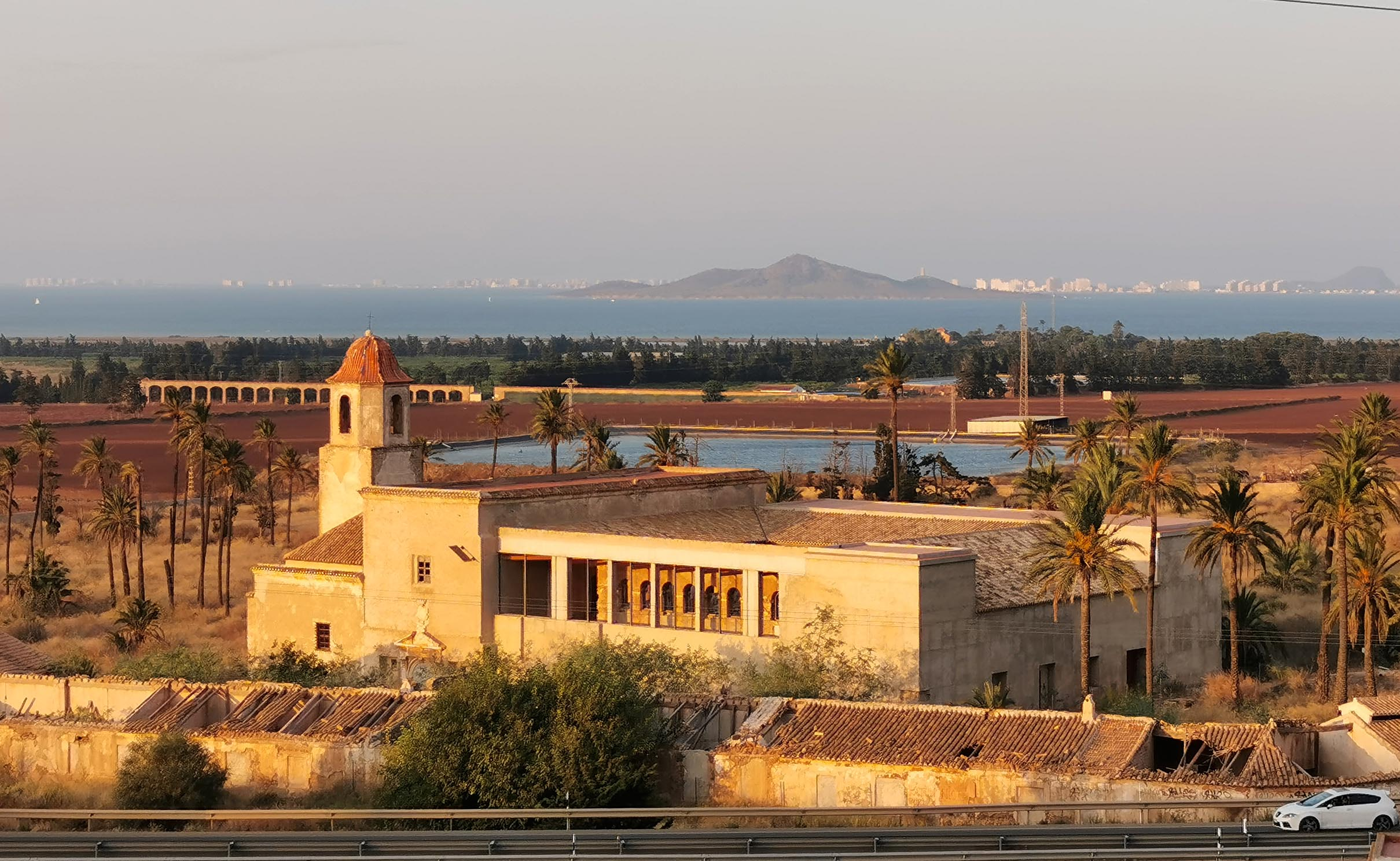
El monasterio de San Ginés de la Jara con la isla del Barón (o isla Mayor) al fondo

La ermita más popular llamada de los Ángeles fue erigida cerca del lugar de penitencia del ermitaño San Ginés de la Jara dedicada a este mismo santo. Las otras estaban consagradas a Pablo de Tebas, San Hilarión, Antonio Abad, Magdalena penitente , Jerónimo de Estridón, al "Niño Bautista" (San Juan Bautista), San Onofre y San Francisco de Asís. De mampostería entre hilados de ladrillo, tres de ellas son Bien de Interés Cultural.
Según el licenciado Francisco Cascales, todas las ermitas estaban embellecidas con maravillosos cuadros, jeroglíficos, canciones y sonetos en varias lenguas. Lamentablemente, apenas nada de ellos queda y mientras no se realice un exhaustivo estudio de los restos existentes es imposible asociar cada una de las edificaciones a los santos mencionados, entre otras cosas porque han desaparecido tres de las nueve ermitas. La intensa actividad minera del XIX y hasta mediados del XX debió destruir parte de aquel patrimonio. Sin duda, la pobreza de los materiales empleados en su construcción, unido a la inexcusable actuación de los expoliadores ha hecho el resto, sumado, al olvido y desidia que ha llovido sobre ellas. 
Ello explica que Alejandro Egea optara por denominar a las ermitas con números según se asciende por la senda de la ladera nororiental del cerro, o que el autor de Las Ermitas del Cerro de San Ginés, Benjamín Mercader, fuera adjudicando cada una de ellas a un santo conforme las encontraba en su camino, de tal manera que la cuarta ermita, dedicada según dice a Magdalena Penitente, es la llamada ermita número 1 en el trabajo del arqueólogo. 
Solo el nombre de una no alberga dudas, la emblemática ermita de Los Ángeles, dedicada a San Ginés de la Jara aunque los expertos tampoco coinciden en confirmar si fue levantada en el lugar que habitó el santo, en el lugar en el que oraba y hacía sus ejercicios espirituales o en el lugar en el custodiaron sus santas reliquias.

## Ermita de Pablo de Tebas. "Príncipe de los ermitaños"
. 

O dichosa Thebayda , que gozaste.

No de Damasco el verde paraíso.

Un verdadero Cielo sin contraste.

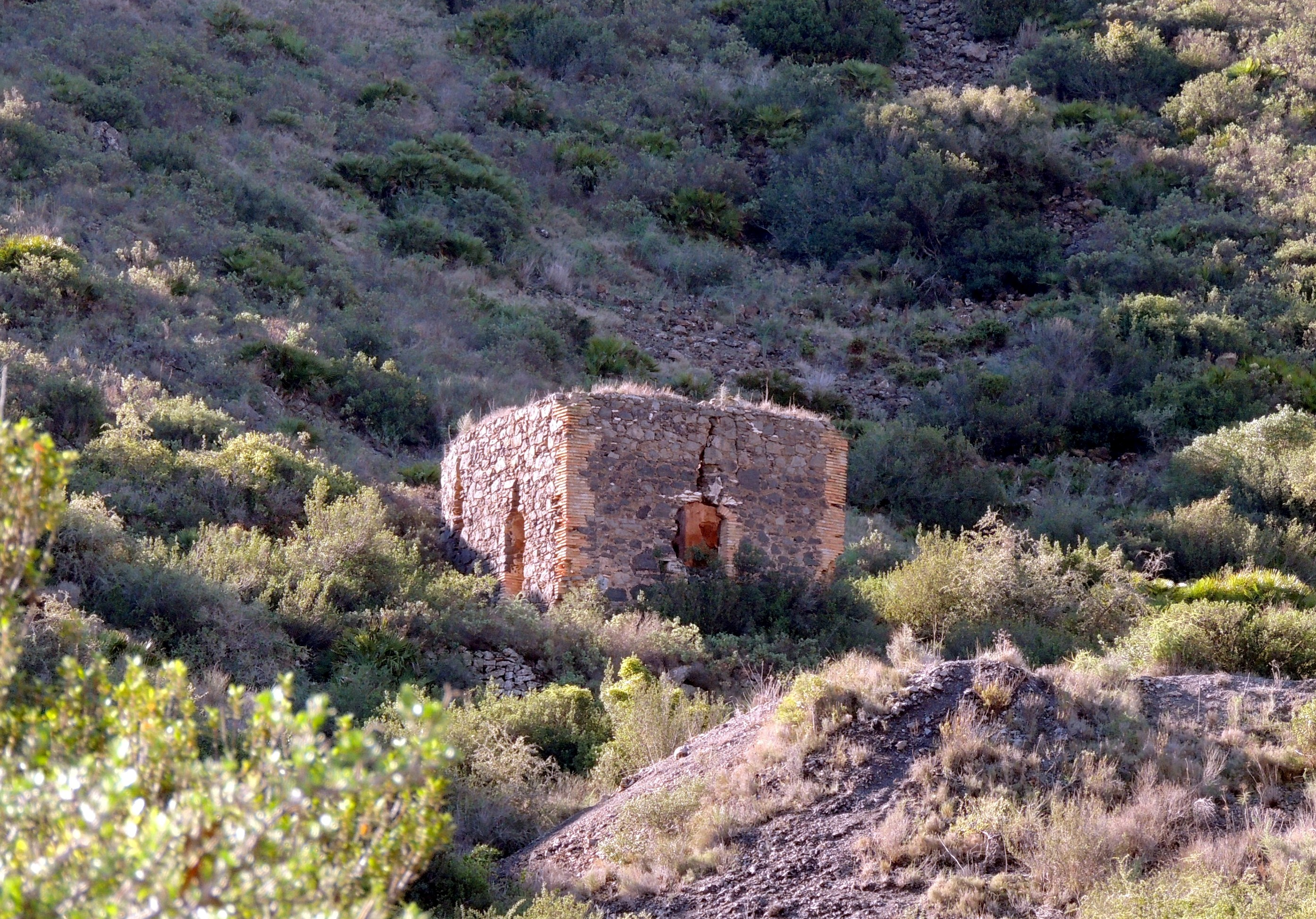
Primera ermita en sentido ascendente

Dicha, que Dios a ti sola dar quiso:

Dichosa que en tus yermos encerraste.

Aquel zelo, temor pecho indiviso,

Y santidad de Paulo anachorita,

Que en la gloria de Dios triunfante habita.
Texto original documentado por Cascales de la ermita de San Pablo en el Monte Miral

## Ermita de Los Ángeles o de San Ginés

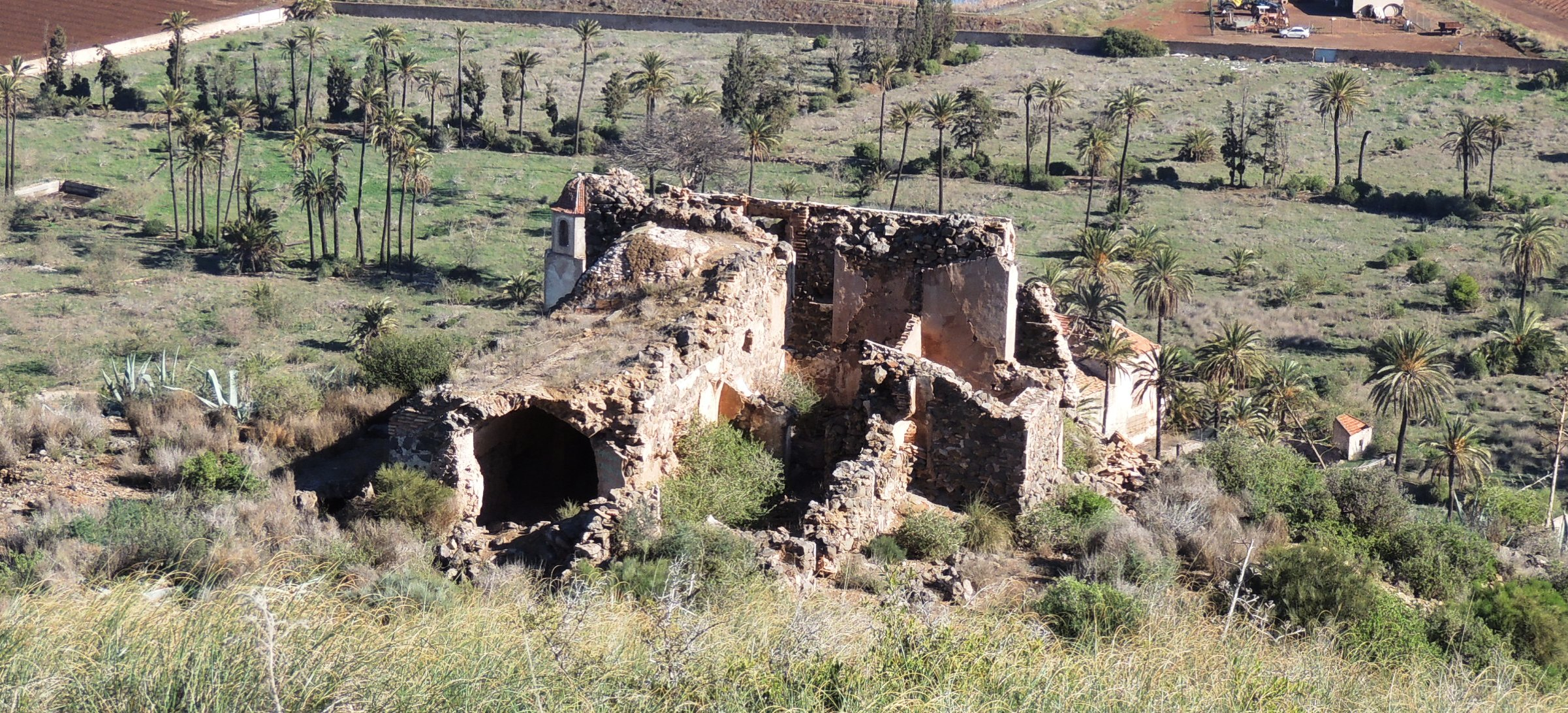
Ermita de Los Ángeles, segunda ermita en sentido ascendente

Ermita consagrada a San Ginés de la Jara . En una cueva junto a la ermita vivió el asceta durante 25 años hasta su muerte. A diferencia de los lugares donde vivieron los santos ermitaños que aquí se exponen, ni la ermita ni la morada de San Ginés se respetan y apenas se conservan algunas ruinas. San Ginés de la Jara es también, de entre otros pueblos, patrón de las localidades de Sabiote, Purchena o Benatae.
Escultura de  San Gines de la Jara realizada. Luisa Roldán. Museo J. Paul Guetty, Los Angeles. USA

Santo  Adelardo Ginés.

No os parezca cosa extraña.

Que abrace y reciba España.

Un Francés, tan buen Francés.

Honor nuestro, y logros es.

Daros sin límite, y tasa.

El monte, y campa rasa,

Y que mucho en su arena.

Os de solar Cartagena.

Dándoos los Ángeles Casa?
Texto original documentado por Cascales de la ermita de San Ginés de la Jara en el Monte Miral

• ¿Por qué se llama así?

Bien porque la obraron para este fin los santos monjes que son ángeles en la tierra, bien porque la edificaran los ángeles en la tierra, bien porque el divino Ginés vivió en ella vida angelical.
Fray Melchor de Huélamo

## Ermita de San Hilarion ermitaño, fundador de la vida monástica en Palestina. "El Alegre"
En los desiertos de la noble Gaza Corta, y escasamente. Vida de penitente

Con el propio amor se desenlaza,

Vive Hilarión exemplo, y prueba honrada,

De un alma al corazón de Dios atada.
Texto original documentado por Cascales de la ermita de San Hilarión en el Monte Miral

## Ermita de San Antonio Abad, fundador del movimiento eremítico. "Estrella del desierto"
Felices vos Antonio.

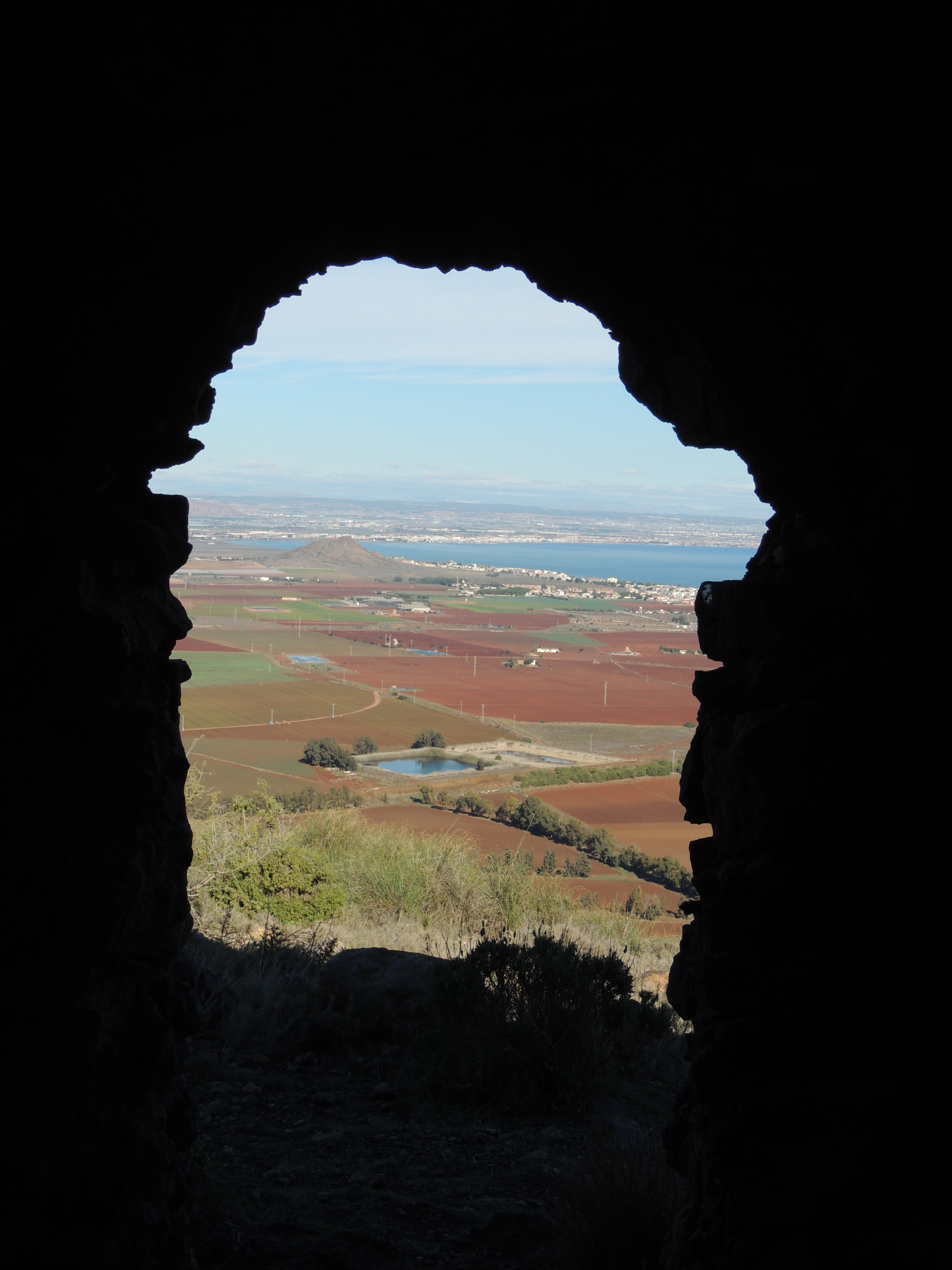
Vistas de Los Urrutias y El Carmolí desde una de las ermitas

Honra de Egypto, y del Thebano suelo,

Que al Mundo y al Demonio.

Renunciasteis, mudado de vida, y zel:

Dígalo Paulo nuevo compañero,

Y el cuervo pio que os traxo el pan entero.
Texto original documentado por Cascales de la ermita de San Antonio en el Monte Miral

En esta ermita exitia un cuadro de San Antonio. En el año 340 fue Antonio a visitar a San Pablo, el primer ermitaño. A su llegada, el cuervo que todos los días llevaba a Pablo medio pan como alimento, trajo un pan entero para los dos solitarios.
Ejemplo de pintura sobre San Antonio Abad y san Pablo ermitaño (Velázquez) Museo del Prado, Madrid.

## Ermita de Santa Magdalena penitente.
La ermita contenía dos cuadros muy buenos, uno en acción, que lamenta a su esposo (Jesús) ausente y otro haciendo penitencia. 

Esos ojos Magdalena.

Que dieron a Dios enojos,

Quedaron ante sus ojos.

Libres a culpa y, a pena.

Que transformación tan buena

Pues siendo tan libre Dama,

Y pecadora de fama,

Sois ya tan gran penitente,

Que Dios ausente, y presente

Os celebra, precia, y ama.
Texto original documentado por Cascales de la ermita de Magdelana penitente en el Monte Miral

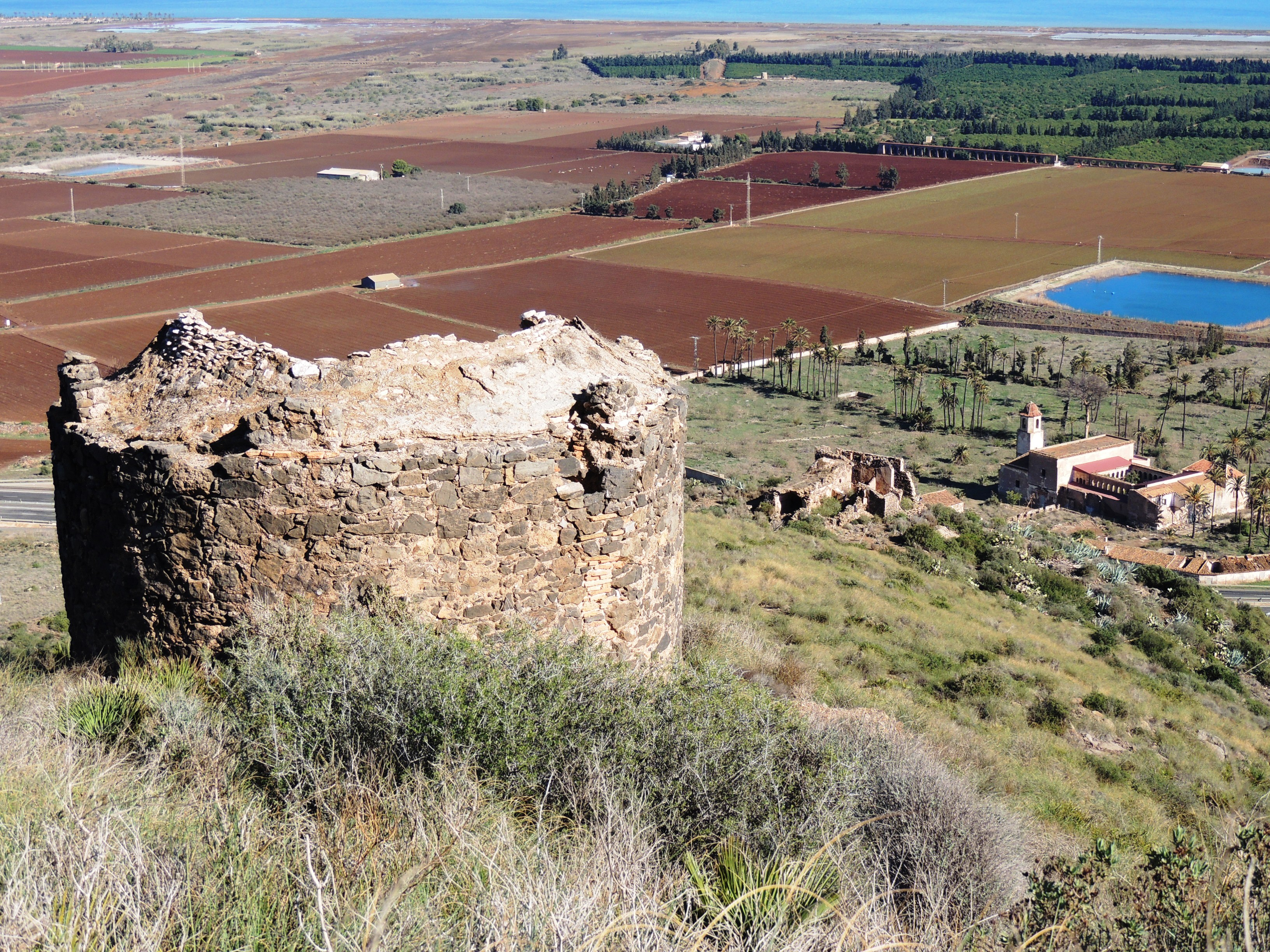
Tercera ermita en sentido ascendente, al fondo la ermita de Los Ángeles y el Monasterio de San Ginés de la Jara

## Ermita de San Jeronimo de Estridon, padre de la Iglesia
Aquí, un cuadro representa la imagen de San Jeronimo «No con una pluma en la mano escribiendo, sino rompiéndose el pecho con un canto. Es la imagen de bulto singular, donde los Phidias (Fidias), y Thiamantes pueden aprender la perfección de su arte». 

Geronymo divino, la divina. Lección, con que la Iglesia enriquecisteis,

La noticia de lenguas, y doctrina,

Tanto de Dios por Dios dixistes,

Se os sube por loa ayres, y avecina.

Al cielo que violento pretendisteis,

Ese canto, con que os rompéis el pecho,

Os llevara al corazón de Dios derecho.
Texto original documentado por Cascales de la ermita de San Jeronimo en el Monte Miral.

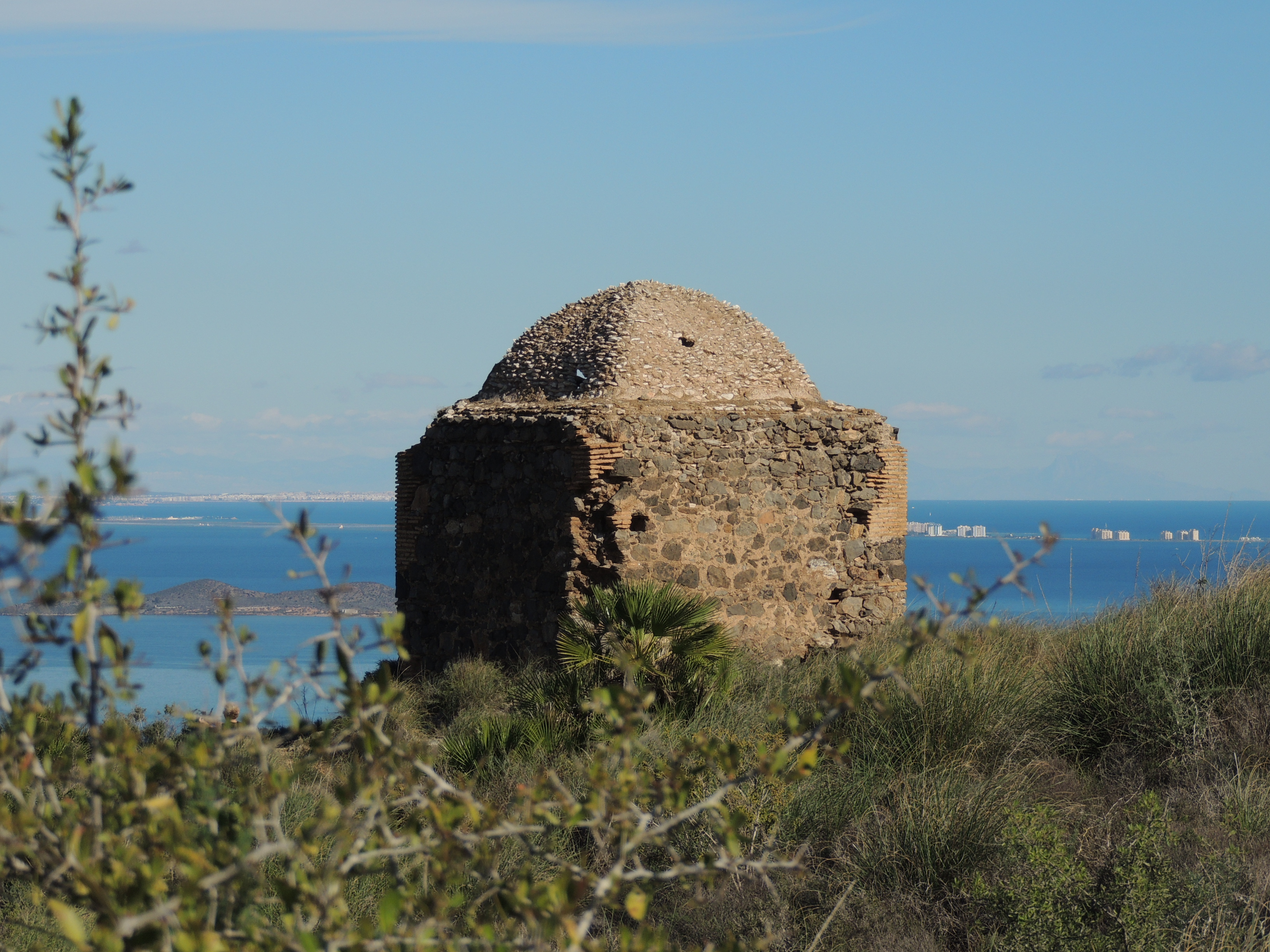
Ermita en la cima del monte, cuarta en sentido ascendente.

## Ermita del Niño Bautista
Se observaba «un gran cuadro del niño bautista, gran penitente, favorecido de la compañía del Niño Jesús, dos retratos y en rededor unos desgajados árboles, más preciosos por su artífice, que si fueran de oro, o de marfil y otros cuadros. Ejemplo de pintura de los niños Jesús y Juan Bautista».Los niños de la Concha de Murillo, Museo del Prado, Madrid
Texto original documentado por Cascales de la ermita del Niño Bautista en el Monte Miral:

Niño primero Santo, que nacido. Clarín de Dios sonoro. Bautista, boca de oro. De la boca de Dios engrandecido. Que penitencia es esa. Si vuestra santidad Christo confiesa?.
Texto original documentado por Cascales de la ermita de San Onofre en el Monte MIra

## Ermita de San Onofre, patrono del trabajo
En los montes de Hermopólis vivía.

Onofre, varón santo.

De las fieras espanto.

Salvaje cerdas ásperas vestía.

Y en tan extraña suerte.

Un Ángel le acompañó hasta la muerte.
Texto original documentado por Cascales de la ermita de San Onofre en el Monte MIral

## Ermita de San Francisco de Asís
Un cuadro le representa en el Monte La Verna, en latín Monte de Alberna, en la provincia de Arezzo en los Apeninos toscanos, Italia, entre duros peñascos puesto en profundísima Oración, donde recibió la Impresión de las Llagas.
Ejemplo de pintura sobre San Francisco de Asís en éxtasis (Caravaggio) Museo Cívico de Cremona, Italia.

Sois tan parecido a Dios. Francisco, que cuando os veo.

A Dios se me va el deseo.

Y a la vista queda en vos.

Una librea en los dos.

Al discurso pone en calma.

Y aunque Dios lleve la palma.

Es terrible contrapesa.

Ver su imagen viva impresa.

En vuestro cuerpo, y vuestra alma.
Texto original documentado por Cascales de la ermita de San Francisco de Asís en el Monte Miral

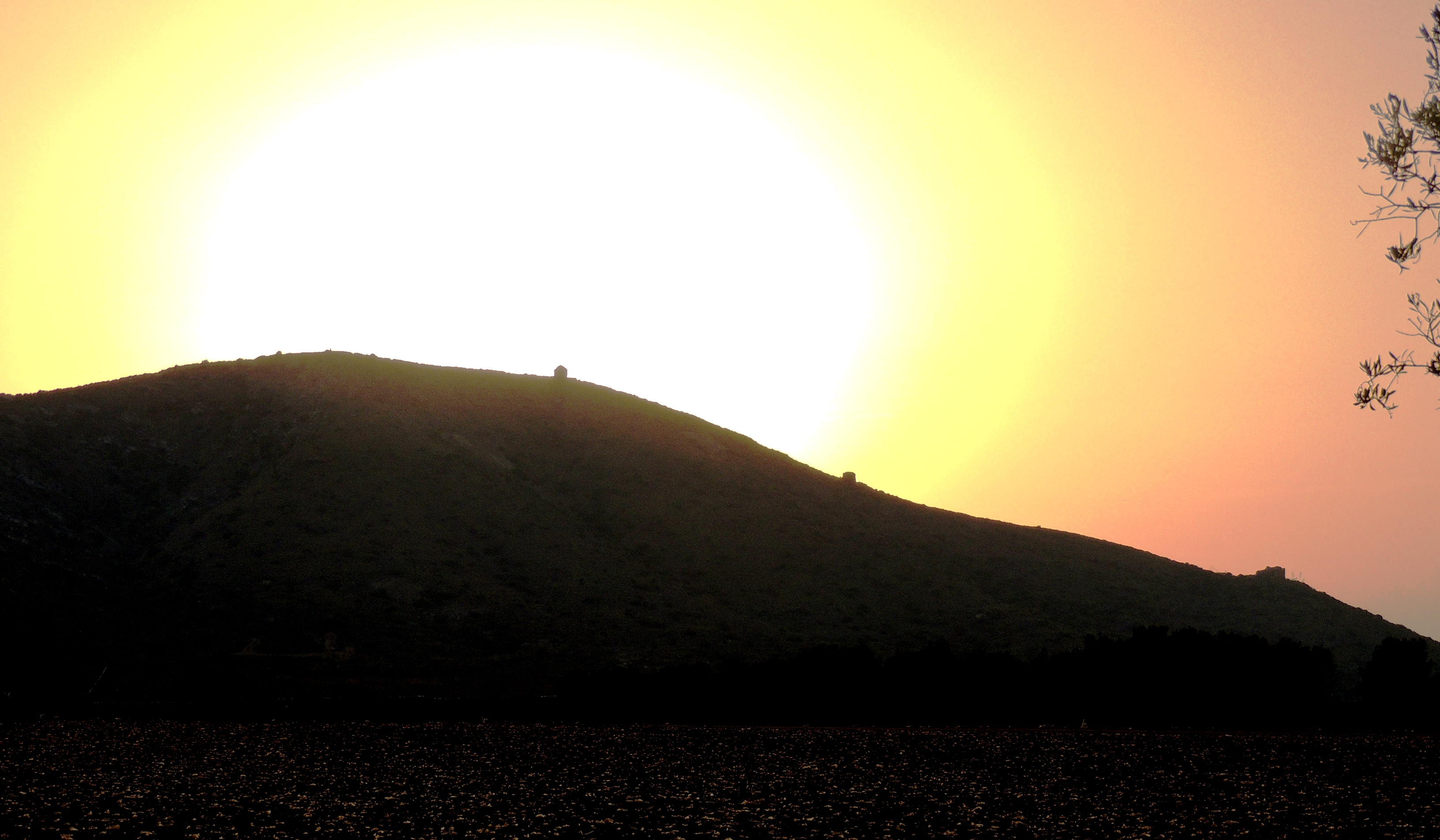
Atardecer en el monte Miral.